# Berendrecht-Zandvliet-Lillo
Berendrecht-Zandvliet-Lillo, Bezali – dzielnica (district) Antwerpii, w północnej Belgii, w Regionie Flamandzkim, w prowincji Antwerpia, w okręgu Antwerpia. Powstała 15 kwietnia 1958 w wyniku połączenia ówczesnych gmin Berendrecht, Zandvliet oraz Lillo.